# Crossgolf

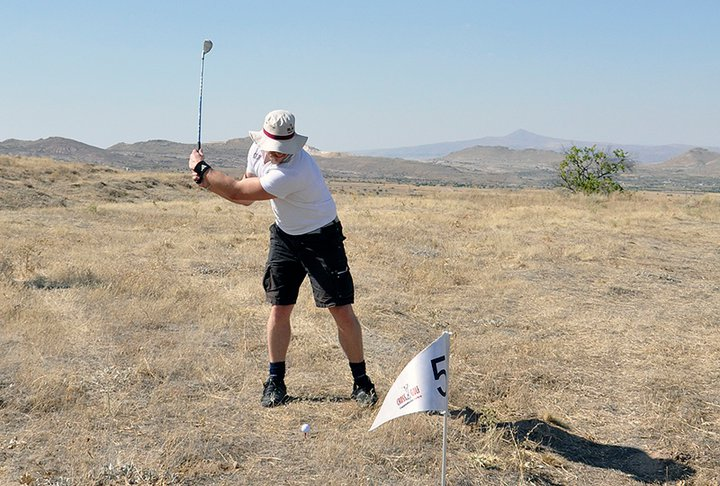
Crossgolf in wilder Natur

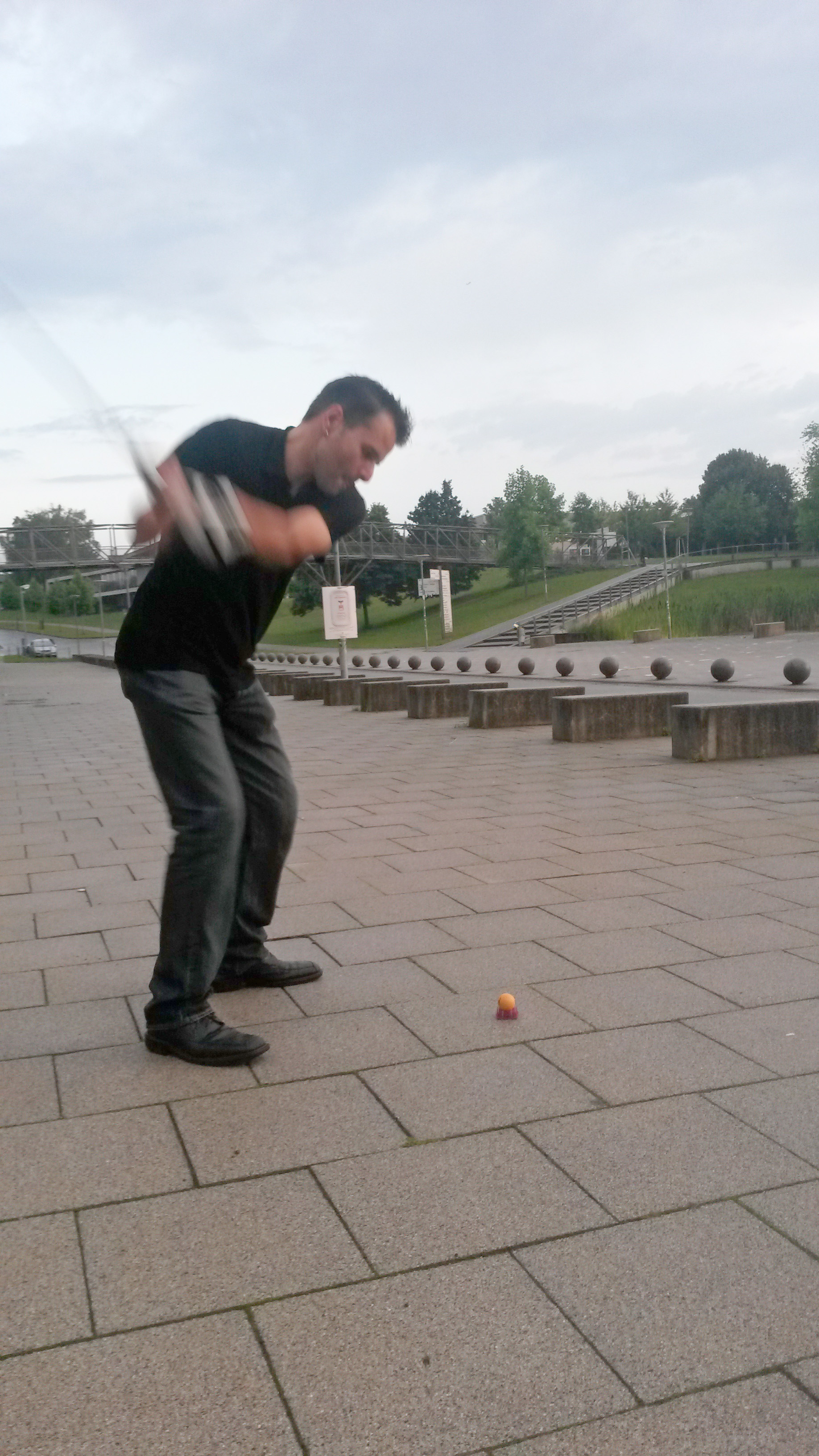
Crossgolf in urbaner Umgebung

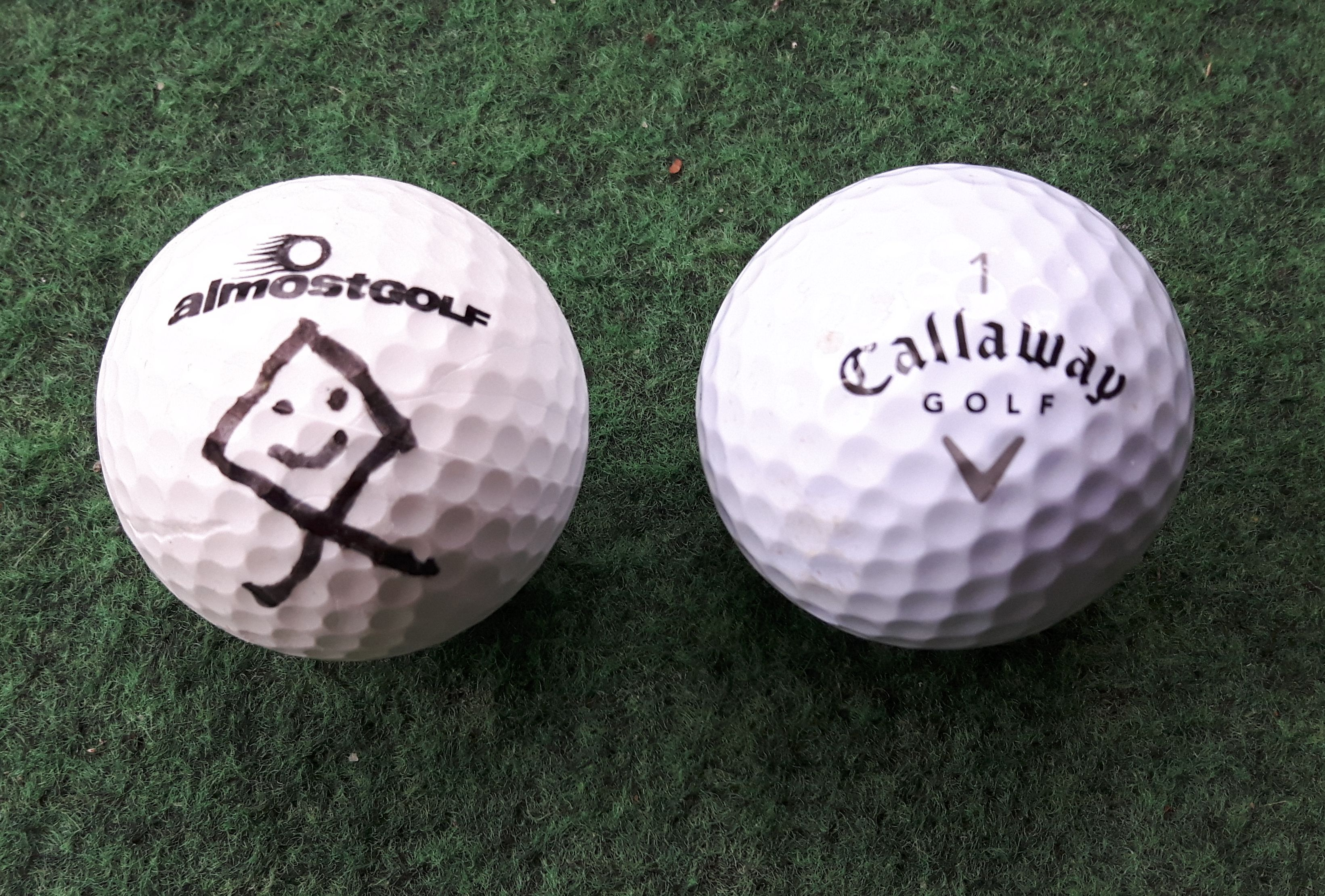
Almost Golfball mit personalisierter Kennzeichnung/Wappen

Crossgolf (auch X-Golf) bzw. Urbangolf ist eine Variante des klassischen Golf. Gespielt wird jedoch nicht auf Golfplätzen, sondern an allen Orten, die ein Spiel zulassen, wie zum Beispiel in urbaner Umgebung, Grünflächen, industriellen Brachflächen oder verlassenen Tagebaugruben. Die Ziele werden entweder vor Ort abgesprochen oder die von Natur aus vorhandenen genommen. Crossgolf ist in Deutschland nicht verbandsmäßig organisiert. Alle Entscheidungen werden durch die Crossgolf Community gemeinsam getroffen und man hilft und unterstützt sich gegenseitig. Im Jahr 2013 führte die Gründung eines Dachverbandes zu kontroversen Diskussionen innerhalb der deutschen Crossgolfszene.

## Spielregeln
Für Crossgolf gibt es keine allgemein gültigen Regeln außer „Sicherheit geht vor“. Regeln werden von Turnier zu Turnier unterschiedlich eingesetzt und sind den besonderen Spielbedingungen vor Ort angepasst. So entscheiden Spielort und örtliche Gegebenheiten über die Wahl des Spielballs. Regional unterschiedlich ist auch die Anzahl der Golfschläger, die man im Turnier einsetzen darf. Das sind gewachsene Strukturen und die werden von den Spielern selten in Frage gestellt und machen einen Teil des Reizes bei Wettkämpfen aus. Die Anzahl der zu spielenden Löcher/Ziele variiert von Turnier zu Turnier und ist den örtlichen Gegebenheiten nach Platz und Möglichkeiten angepasst. In der Regel orientiert man sich an mindestens 9 Bahnen. Eine Mindestlänge der Bahnen gibt es nicht, kürzere Bahnen haben meist ein technisch anspruchsvolleres Ziel als lange Bahnen. Beim Crossgolf kommt hauptsächlich das Zählspiel zur Anwendung. Einzelne Turniere werden noch im Matchplay ausgetragen. Diese Spielformen sind dem klassischen Golf entlehnt und zum Teil den Crossgolf Bedürfnissen angepasst. Der Spieler mit den wenigsten Schlägen beim Zählspiel gewinnt das Turnier. Dabei werden die Schläge aller Bahnen addiert und ergeben das Gesamtergebnis. 
Matchplay wird nach einem anderen System gewertet. Hier wurde die Wertung des klassischen Golf ein wenig abgewandelt. Pro Bahn werden die Ergebnisse beider Kontrahenten verglichen. Hat ein Kontrahent weniger Schläge benötigt, bekommt er 1 Punkt, der Gegner 0. Haben beide die gleiche Schlagzahl benötigt, bekommen beide 0,5 Punkte. Nach dem Spielen aller Bahnen werden die Punkte addiert und der Spieler oder das Team mit den meisten Punkten gewinnt. Dieses System wird zum Beispiel beim Raiders Cup benutzt.

## Spielgerät
Beim Crossgolf werden handelsübliche Golfschläger verwendet, wie sie auch beim klassischen Golf zum Einsatz kommen. Den unterschiedlichen Spielorten wird mit den verschiedenen Golfball-Arten Rechnung getragen. Zum einen wird der klassische Golfball verwendet. Für Turniere in Innenstädten, Stadtparks, Einkaufsmärkten, Stadien sowie Orten mit hohen Besucheraufkommen, wird mit Softbällen gespielt. In Europa haben sich die Bälle der Firma almostGolf durchgesetzt und sind offizielle Spielbälle für die inoffizielle Deutsche Meisterschaft EUGCQ (inoffiziell deswegen, da es in Deutschland keinen Verband gibt) und der Europameisterschaft EUGC. Der Almost Ball ist lediglich ca. 15 Gramm schwer (klassischer Golfball ca. 43 Gramm) bei fast gleichem Durchmesser (Almost Golfball 41,7 mm, klassischer Golfball 42,8 mm) und stellt für Menschen, Tiere und Sachgegenstände keine Gefahr dar. Die Flugeigenschaften des Almost Golfballes sind nahezu identisch, bei 1/3 weniger Weite.
Softbälle anderer Marken spielen in der Crossgolf Welt nur eine untergeordnete Rolle. Abhängig vom Austragungsort und den Forderungen des Eigentümers eines Turnierortes, können/müssen auch Abschlagmatten, Wintertees oder ähnliche Mittel zur Schonung des Untergrundes eingesetzt werden. Die meisten Spieler spielen nur mit zwei Schlägern. Eisen 7, um Distanzen zu überbrücken, und ein Sand Wedge, um Hindernisse zu überwinden. Je nach Untergrund bzw. dem Einsatz von Abschlagmatten verwenden Spieler aber auch komplette Halbsätze einschließlich Hölzer.

## Entwicklung
Ende der 1990er Jahre erlebte Crossgolf europaweit einen neuen Boom und seitdem haben sich vielerorts Vereine und Crews gebildet, die in ihrer Region Crossgolf spielen und öffentlichkeitswirksam Werbung für ihren Sport machen. Dabei wird auch vor klassischen Golfmessen nicht zurück geschreckt. Printmedien wie die Frankfurter Allgemeine Zeitung, Spiegel und Stern berichteten und trugen zu der Verbreitung bei. Neben Frankreich, das eine organisierte nationale Liga spielt, ist Crossgolf in Deutschland weit verbreitet. Es gibt regionale Unterschiede in der Dichte von Vereinen und Crews und die genaue Anzahl an Spielern ist nicht erfasst. 
In der Schweiz stellt die Association Suisse de X-Golf den Dachverband dar. Zu ihren Hauptaufgaben gehören unter anderem die Überwachung, die Unterstützung, die Regelung der Ausübung und die Entwicklung des X-Golfsports in der Schweiz sowie die Unterstützung aller X-Golfspielerinnen und -spieler. Die Association Suisse de X-Golf (kurz asXg) wurde 2015 gegründet und hat ihren Hauptsitz in Frauenfeld (TG). Seit der Gründung haben sich sieben Vereine bzw. Crews dem Dachverband angeschlossen. Zudem gibt es in der Schweiz öffentliche Urbangolf- bzw. Cross-Golf-Anlagen. Der erste öffentliche 9-Bahnen-Parcours wurde im Jahr 2016 in Winterthur (ZH) eröffnet. Im Jahr 2023 wurde zusätzlich ein 9-Bahnen-Parcours eröffnet. Somit gibt es in Winterthur (ZH) insgesamt 18 Bahnen. Mittlerweile kann man auch in der Stadt Chur (GR) sowie auf dem Churer Hausberg in Brambrüesch (GR) weiche Golfbälle spielen. Ebenfalls ist es möglich, auf dem Campus Sursee (LU) Urbangolf bzw. Crossgolf zu spielen. Neu dazugekommen sind seit Sommer 2022 die Städte Biel/Bienne (BE) und Lachen (SZ) am Zürichsee. Ab September 2023 kann man auch im Klosterdorf Einsiedeln (SZ) einen öffentliche 9-Bahnen-Parcours bespielen. Das nötige Equipment wie ein weicher Golfball (almostGOLF-Ball), Golfschläger (meist ein Eisen 7 für Links- oder Rechts-Spielerinnen und -spieler) sowie Scorekarte inkl. Plan sind in den jeweiligen örtliche Tourismusbüros erhältlich.

## Ligen
Ein Deutschland weites Ligasystem hat sich bisher noch nicht etabliert. Im Süddeutschen Raum gibt es jeden Monat mehrere Turniere, die aber nicht in einer Regionalliga zusammengefasst sind. Im Raum Berlin – Leipzig – Köthen besteht seit dem Jahr 2009 eine Regionalliga. Gegründet unter dem Namen Mitteldeutsches Crossgolf Ranking (MCR) wurde dieses im Jahr 2012 in Mitteldeutsche Crossgolf Liga (MCL) umbenannt. Zu Beginn wurden alle in diesem Bereich von den Crews und Vereinen ausgetragenen Turniere in eine Wertung zusammengefasst. Seit 2012 kommt pro Crew/Verein nur noch ein Turnier in die Wertung. Damit die Vergleichbarkeit gewährleistet bleibt, werden die Platzierungen in Punkte umgewandelt. Die Formel 1 dient als Vorlage. Für den 1. Platz bekommt man 15 Punkte, der 2. bekommt 13 Punkte, der 3. Platz bekommt 11 Punkte, der 4. Platz bekommt 10 Punkte und das fallend bis zum 13. Platz, der noch einen Punkt bekommt. Zum letzten Wertungsturnier erfolgt dann die Ehrung der Besten Spieler jeder Wertungsklasse. In Berlin hat sich unter der Führung der X-Golf Brothers/Sisters eine Liga etabliert, die sich Sunday Class nennt. Auch hier kann man über das Jahr Punkte sammeln.

## Organisation
Für Deutschland lief die Organisation die ersten Jahre nach Etablierung einer Europameisterschaft als lose Absprache zwischen den Crews und Vereinen innerhalb Deutschlands. Die Kommunikationswege liefen über die Crews/Vereine, bis sich deren Vertreter/Vertreterinnen 2016 in eine Interessengemeinschaft Crossgolf Deutschland zusammenschlossen. Über diese wurden die deutschen Qualifikationsturniere organisiert und Terminliche Absprachen für die Inlandsturniere aber auch für die Internationalen Meisterschaften getroffen.
Ab 2020 wurde aus der Interessengemeinschaft Crossgolf Deutschland der Community Rat. Dazu zählt auch, das über diesen Community Rat die Informationen über Crossgolf in Deutschland auf einer Homepage gebündelt werden und auch ein zentraler Anlaufpunkt für Anfragen aber auch Termine geschaffen wurde.

## EUGCQ bzw. WUGCQ Turniere
| Jahr | Austragungsort               | Spielort                                                                             | Untergründe                                           |
| ---- | ---------------------------- | ------------------------------------------------------------------------------------ | ----------------------------------------------------- |
| 2014 | Köln                         | Beton, Asphalt, Sand                                                                 |                                                       |
| 2015 | Lutherstadt Wittenberg       | gesamte Innenstadt mit Markt und Straßen um diesen herum, Schloss- und Stadtkirche   | Asphalt, Kopfsteinpflaster                            |
| 2016 | Aachen                       | Tivoli, Reitarena, Therme                                                            | Sand, Beton, Gras                                     |
| 2017 | Mannheim                     | US Kasernengelände – Franklin Field                                                  | Sand, Beton                                           |
| 2018 | Weinstadt                    | Schulkomplex mit Nebengebäuden, Sportplatz usw.                                      | Gras, Beton                                           |
| 2018 | Lutherstadt Wittenberg       | Innenstadt                                                                           | Gras, Kopfsteinpflaster verschiedenster Form, Asphalt |
| 2018 | Aachen                       | Chio Reit Arena, Finanzamtsgelände                                                   | Gras, Sand, Asphalt und Beton                         |
| 2019 | Walldorf                     | WUGCQ Turnier – Freibadgelände                                                       | Gras, Sand, Sand und Beton                            |
| 2019 | Aachen                       | WUGCQ Turnier – Stadtgelände                                                         | Gras, Sand, Kopfsteinpflaster und Beton               |
| 2019 | Plauen                       | WUGCQ Turnier – Stadion und Freibad                                                  | Gras, Sand, Tartan und Beton                          |
| 2020 | Elster/Elbe                  | EUGCQ Turnier – Crossgolf Platz und Baubetriebsgelände                               | Gras, Sand und Beton                                  |
| 2020 | Sindelfingen                 | EUGCQ Turnier – Glaspalast                                                           | Beton, Kunststoffboden, Holzboden, Gras               |
| 2020 | Walldorf                     | EUGCQ Turnier – Freibadgelände                                                       | Abgesagt wegen der Coronasituation                    |
| 2021 | Elster/Elbe                  | WUGCQ Turnier – Baubetriebsgelände, Kita, Grundschule                                | Beton, Sand, Asphalt, Gras                            |
| 2021 | Walldorf                     | WUGCQ Turnier – Freibadgelände                                                       | Asphalt, Gras, Sand                                   |
| 2021 | Aachen                       | WUGCQ Turnier – CHIO Arena und Gelände                                               | Sand, Splitt, Beton                                   |
| 2022 | Plauen/Vogtland              | EUGCQ Turnier – Fußballstadion und Freibad                                           | Tartan, Beton, Sand, Asphalt, Gras                    |
| 2022 | Jülich bei Aachen            | EUGCQ Turnier – Festungsgelände                                                      | Granitsteinpflaster, Gras, Sand                       |
| 2022 | Luxemburg/Belval             | EUGCQ Turnier – Spielgelände war das Spielgelände der Weltmeisterschaft am Tag zuvor | Backsteinpflaster, Asphalt, Beton                     |
| 2023 | Elster/Elbe                  | WUGCQ Turnier – Kita, Grundschule und Baubetriebshof                                 | Schotter, Beton, Sand, Asphalt, Gras, Pflaster        |
| 2023 | Hannover                     | WUGCQ Turnier – Ehemaliges Expo Gelände                                              | Granitsteinpflaster, Beton, Asphalt, Gras, Sand       |
| 2023 | Bietigheim - Ellental - BaWü | WUGCQ Turnier – Sportplatz, Tennis und Minigolfanlage, Umgebung                      | Betonpflaster, Asphalt, Beton, Tartan, Gras, Sand     |

## Sonstiges
Eine Golf-Variante, die oft mit Crossgolf verwechselt wird, ist GolfCross. Bei dieser Variante aus Neuseeland wird statt eines gewöhnlichen Golfballs ein eiförmiger Golfball, von der Form her vergleichbar mit einem Rugby-Ball, verwendet. Das Ziel ist ein Tor mit Netz, das ebenfalls wie ein Rugby-Tor aussieht. Gespielt wird diese Variante auf Grünflächen, ähnlich einem normalen Golfplatz.